# 匡堰镇
匡堰镇，是中华人民共和国浙江省宁波市慈溪市下辖的一个乡镇级行政单位，辖区面积42平方公里，因匡堰而得名:209。

## 历史
宋至元、明、清属余姚县上林乡、梅川乡，清宣统元年（1909年）属林西乡，民国十七年（1928年）属七区，民国十九年（1930年）属逍林镇、岑王乡、石人乡、破山乡，民国二十九年（1940年）改为逍林镇、彭泾乡、双桥乡，属逍林区，1950年4月改为樟树乡、匡堰乡、彭东乡和桥头乡部分，属逍林区、横河区，1956年2月樟树乡、彭东乡并入匡堰乡，1958年10月改为横河人民公社樟树大队、匡堰大队、彭东大队，1959年2月改为横河人民公社樟树管理区、匡堰管理区、彭东管理区，1959年4月匡堰管理区并入樟树管理区，1961年11月改为樟树公社、彭东公社，属横河区，1963年3月改属低塘区，1971年7月改属龙南区（1981年7月更名为横河区），1979年9月划归慈溪县，1983年9月公社改为乡，1992年5月樟树乡、彭东乡合并为匡堰镇:209。

## 行政区划
匡堰镇下辖以下地区：
匡堰社区、王家埭村、石人山村、龙舌村、岗墩村、宋家漕村、倡隆村、高家村、乾炳村和樟树村。